# Эпизод с задницей
«Эпизод с задницей» (англ. The One with the Butt) — шестой эпизод 1 сезона сериала «Друзья», транслируемого на канале NBC. Впервые показан 27 октября 1994 года.
Основная сюжетная линия рассказывает о проблемах Джоуи, Чендлера и Моники: Джоуи выпадает шанс прорыва своей карьеры, Чендлер находит прекрасную девушку, но он у нее не один. А Моника выясняет, что помешана на чистоте и правилах.
Примечательно, что в данной серии Джеймс Берроуз, режиссёр многих эпизодов сериала, играет режиссёра фильма с Аль Пачино.
Эпизод занял 105 место среди всех 236-ти серий сериала, однако набрал наименьшее количество просмотров среди всех серий первого сезона.

## Сюжет
Друзья ожидают начало пьесы-мюзикла «Фрейд!», в которой Джоуи играет главную роль — доктора Фрейда. Джоуи использует не очень удачный немецкий акцент и вообще вся пьеса не отличается хорошей актерской игрой. Однако после неё Джоуи получает визитку агента из «Агентства талантов Эстель Леонард» — теперь у него будет собственный агент.
Чендлер знакомится с прекрасной девушкой из зала — Авророй. У них завязывается роман, на одном из свиданий Аврора рассказывает о своей службе в Израиле и о том, что у неё есть муж Рик, любовник Итан, а Чендлер будет ещё одним.
Рэйчел решила провести генеральную уборку в квартире. Однако Моника не довольна тем, как теперь стоят вещи. Фиби, Росс и Чендлер понимают к чему все идет: у Моники личность с обсессивно-компульсивными проявлениями, стремящаяся все держать под контролем и следовать правилам (иногда придуманными ей самой), поэтому она терпеть не может, когда вещи стоят не на «своих местах» или что-то идет не по плану. Ребята начинают подшучивать над ней: Росс предлагает представить, что за телефон она будет платить не сразу, а только после уведомления, Рэйчел предлагает купить порошок без удобного носика, а Чендлер в красках расписывает как на полированной поверхности стоит бокал с холодной водой без подставки, от чего Моника выкрикивает просьбу прекратить. После чего Моника всячески пытается доказать окружающим, что она не помешана на правилах.
Приходит Джоуи и сообщает, что его агент нашёл ему роль в кино с Аль Пачино: Джоуи должен дублировать его голый зад. Однако на съемках, Джоуи так хочет понравиться режиссёру, что «переигрывает» и его увольняют.
Чендлер продолжает отношения с Авророй: она ночует у него, но во время завтрака Чендлер понимает, что не хочет делить её ни с кем больше, в то время как у Авроры появился еще один парень — Эндрю. Чендлер принимает решение расстаться.
Джоуи возвращается со съемок, друзья пытаются его утешить: Фиби убеждает его, что когда-нибудь какой-нибудь парень прибежит к своим друзьям и радостно закричит: «Эй! Я буду дублировать зад Джоуи Триббиани!».
Моника отправляется спать, не убрав за собой обувь, но всю ночь мучается выбором убрать их или оставить. Тем временем, ребята в гостиной пародируют песню из пьесы «Фрейд!», где играл Джоуи.

## В ролях

### Основной состав
- Дженнифер Энистон — Рэйчел Грин
- Кортни Кокс — Моника Геллер
- Лиза Кудроу — Фиби Буффе
- Мэтт Леблан — Джоуи Триббиани
- Мэттью Перри — Чендлер Бинг
- Дэвид Швиммер — Росс Геллер

### Эпизодические роли
- Джеймс Барроуз — режиссёр фильма с Аль Пачино;
- София Милос — Аврора
- Джиллиан Фонтейн — партнерша Джоуи по пьесе «Фрейд!»

## Киноляпы
Сцена дублирования в душе предполагает, что Джоуи стоит голым, но по тени отчетливо видно, что Джоуи стоит в трусах.
Также в данной сцене, крупный план Джоуи изображает ассистента с правой стороны, а при общем плане ассистент стоит слева.

## Приём
В оригинальном вещании эпизод просмотрели 18,2 млн зрителей, что делает его самым мало-просматриваемым эпизодом первого сезона.
В рейтинге всех 326-ти серий данный эпизод занял 105 место.

## Культурные отсылки
- Во время разговора о причудах Моники, Фиби называет её «психо» и имитирует режущие звуки, нагнетающие обстановку, часто используемые в триллерах Хичкока (см. Создание фильма «Психо»).
- Джоуи пародирует сцены из фильмов с Аль Пачино: сначала из фильма «Правосудие для всех», затем из «Крестного отца 3».
- Сидя в кафе друзья рассматривают книгу со стерео-картинками «Magic Eye», пытаясь найти там Статую Свободы. На самом деле, они рассматривают страницу 20, на которой изображены звезды, а не Статуя Свободы[6].

Также примечательно, что Мэтт Леблан вспоминает песню из мюзикла «Фрейд!» через 21 год после премьеры эпизода: в телепередаче Graham Norton Show (выпуск от 1 мая 2015 года (s17e04), гостями также были Кит Харингтон и Ребел Уилсон) ведущий Грэм Нортон просит вспомнить песенку из пьесы, на что Леблан соглашается. Вместе с песней из мюзикла Мэтт исполнил песенку из эпизода в Вегасе, когда Джоуи встречает «ручного близнеца».